# Urumita
Urumita is een gemeente in het Colombiaanse departement La Guajira. De gemeente, gesticht op 3 oktober 1785 maar pas in 1979 als officiële gemeente erkend, telt 13.450 inwoners (2005). De belangrijkste economische sector van Urumita is de productie van steenkool uit de nabijgelegen mijn El Cerrejón. Daarnaast worden de volgende landbouwproducten verbouwd: koffie, bananen, katoen, maïs, yuca, bonen, cacao, ñame, achiote, knoflook, mamoncillo, mango, ananas, papaya, meloen en frambozen.
- Library of Congress Control Number: no2005047308
- Virtual International Authority File: 135229075

Albania · Barrancas · Dibulla · Distracción · El Molino · Fonseca · Hatonuevo · La Jagua del Pilar · Maicao · Manaure · Riohacha · San Juan del Cesar · Uribia · Urumita · Villanueva